# شیرعالم ابراهیمی
شیر علم ابراهیمی (زادهٔ ۱۹۵۵) سیاستمدار افغانستانی که در سال های ۲۰۰۵ و ۲۰۰۶ میلادی والی شهر غزنی افغانستان بود .